# Flagge Polens
Die Flagge Polens wurde 1919 eingeführt und ist seit 1997 als Staatssymbol durch die polnische Verfassung geregelt. Seit 2004 wird in Polen am 2. Mai ein Flaggentag gefeiert.

## Beschreibung

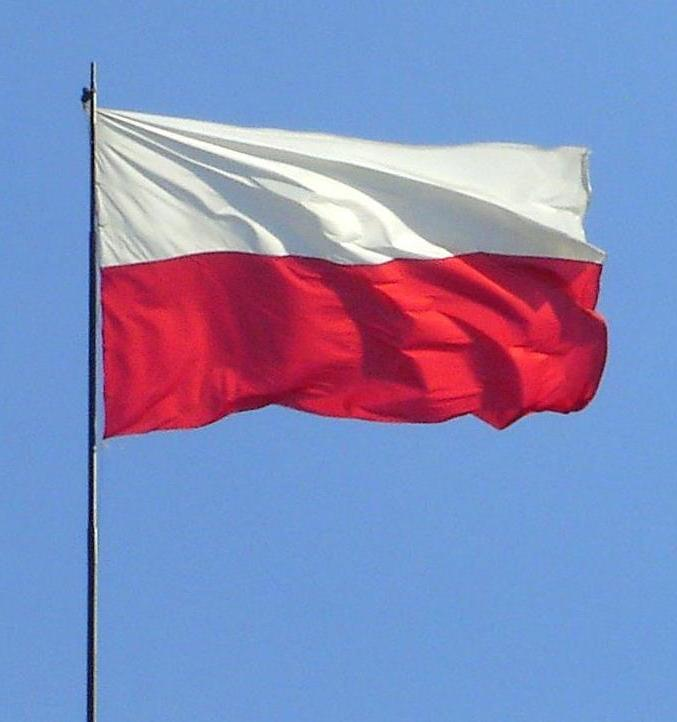
Wehende Flagge Polens

Die Nationalflagge Polens ist eine horizontal zweigeteilte Flagge in Weiß und Rot. Die bei offiziellen Anlässen benutzte Staatsflagge zeigt zudem das polnische Staatswappen in der Mitte des weißen Streifens. Der rote Farbton war nach Einführung der Flagge 1919 anfangs nicht festgelegt. Erst 1921 erschien durch das Ministerium für militärische Angelegenheiten die Broschüre „Wappen und Flagge der Republik Polen“, in der Purpurrot festgelegt wurde. 1928 jedoch bestand der polnische Präsident darauf, dass Zinnoberrot der korrekte Farbton sei. Diese Farbe wurde bis 1980 behalten, ehe das polnische Parlament die Farben der Flagge am 31. Januar 1980 nach den Normen der Internationalen Beleuchtungskommission auf Rot festlegte.

Aufbau der Staatsflagge

| Purpurrot | Zinnoberrot | Rot       | Purpurrot 2 |
| #DC143C   | #E34234     | #FF0000   | #D4213D     |
| --------- | ----------- | --------- | ----------- |
|           |             |           |             |
| 1919–1928 | 1928–1980   | angepasst | seit 1980   |

## Geschichte

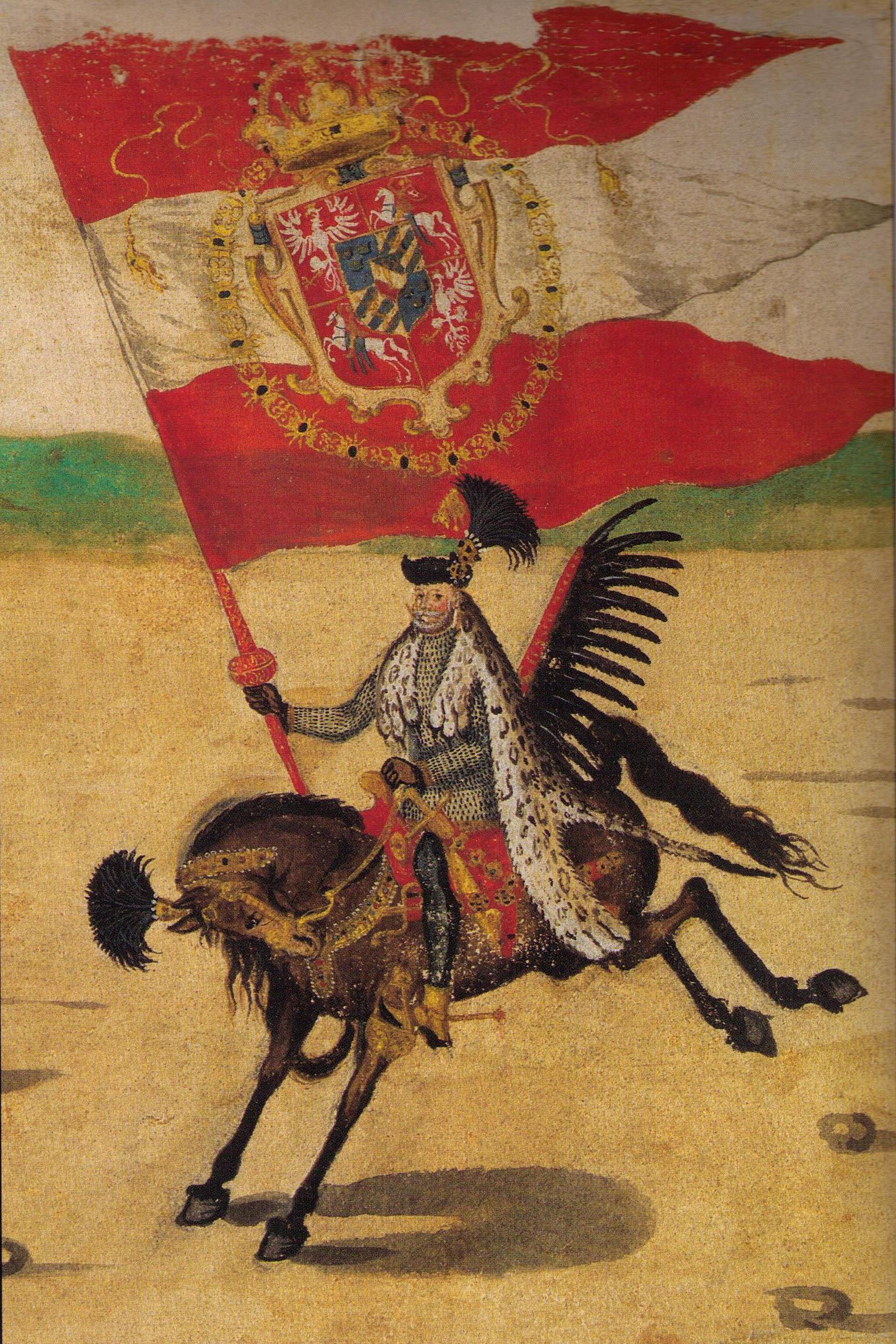
Historisches Bild mit dem polnischen Banner unter König Sigismund III.

Seit Anfang des 13. Jahrhunderts ist der weiße Adler das Symbol Polens. In Verbindung mit dem roten Wappenschild hat es die Grundlage für viele Fahnen und Flaggen des Landes und seiner Herrscher gelegt.

ca. 1200 bis 1587
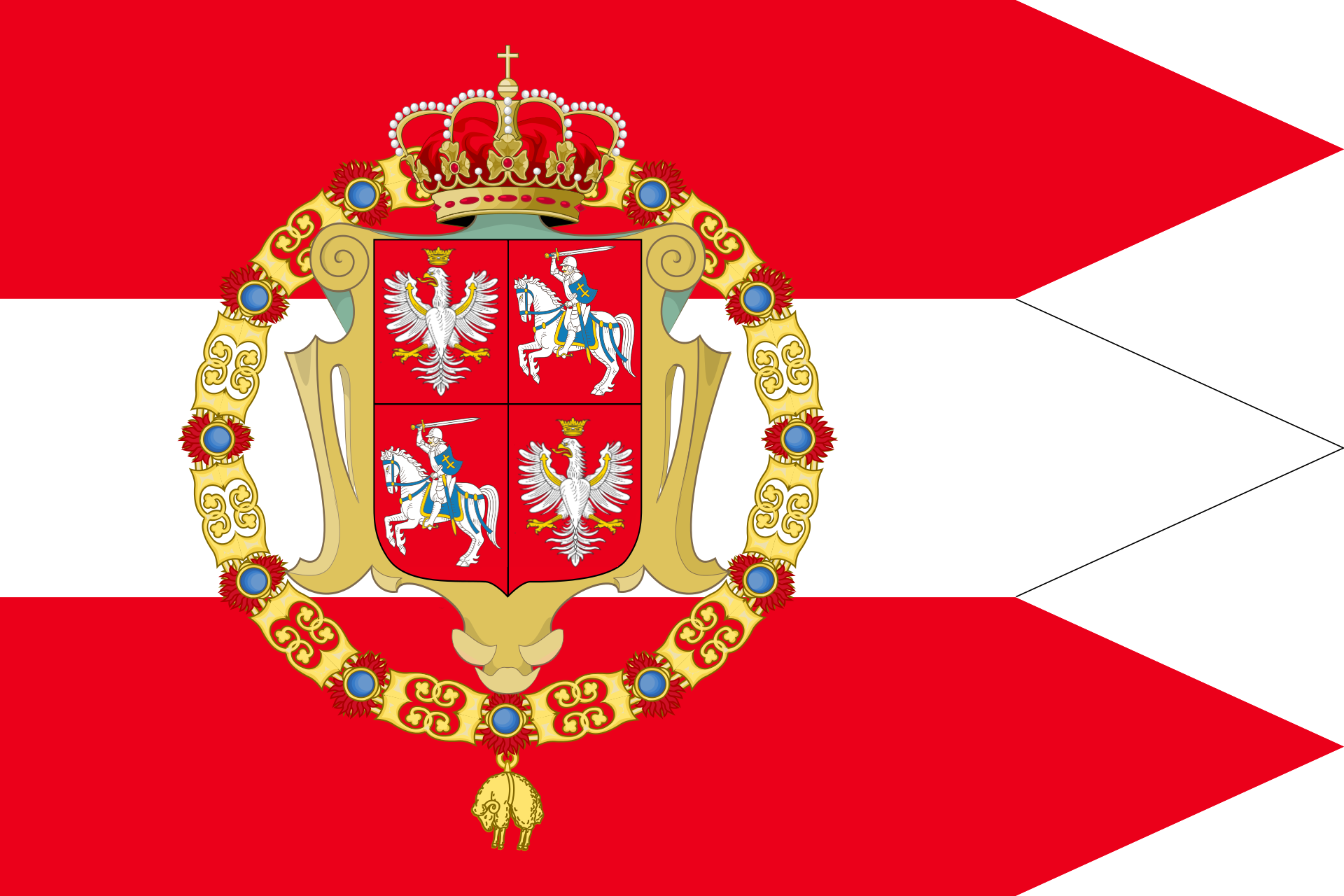
1587 bis 1795
Königliches Banner 1601 bis 1621
Militärisches Banner vor 1660

Ab 1815 bestand das ehemalige Herzogtum Warschau als Kongresspolen in Personalunion mit dem Russischen Reich. Dies wurde auch in der Flagge deutlich. Der weiße polnische Adler befand sich in der Gösch auf rotem Grund auf einer weißen Flagge mit dem blauen Andreaskreuz, dem Symbol des zaristischen Russlands. Diese Flagge blieb bis 1918 bestehen.
Bereits während des Novemberaufstandes 1830/31 verwendeten Polen die heute bekannte weiß-rote Flagge. Während des Januaraufstandes 1863 fügte man noch ein Wappen in den weißen Streifen ein.
Die heutige Flagge wurde am 1. August 1919 offiziell eingeführt. Bei ihrer Einführung war sie von der alten tschechoslowakischen Flagge nur durch das Seitenverhältnis zu unterscheiden, letztere wurde aber 1920 geändert.
Während der deutschen Besatzung während des Zweiten Weltkrieges verwendete die Polnische Heimatarmee die weiß-rote Flagge unter Ergänzung der sog. Kotwica. Nach dem Krieg wurde die alte Nationalflagge am 20. März 1956 wiederhergestellt.

Kongresspolen
Polnische Kriegsmarine
Polnische Heimatarmee
5:8  1919 bis 1928
5:8  1928 bis 1980

## Weitere Flaggen auf nationaler Ebene

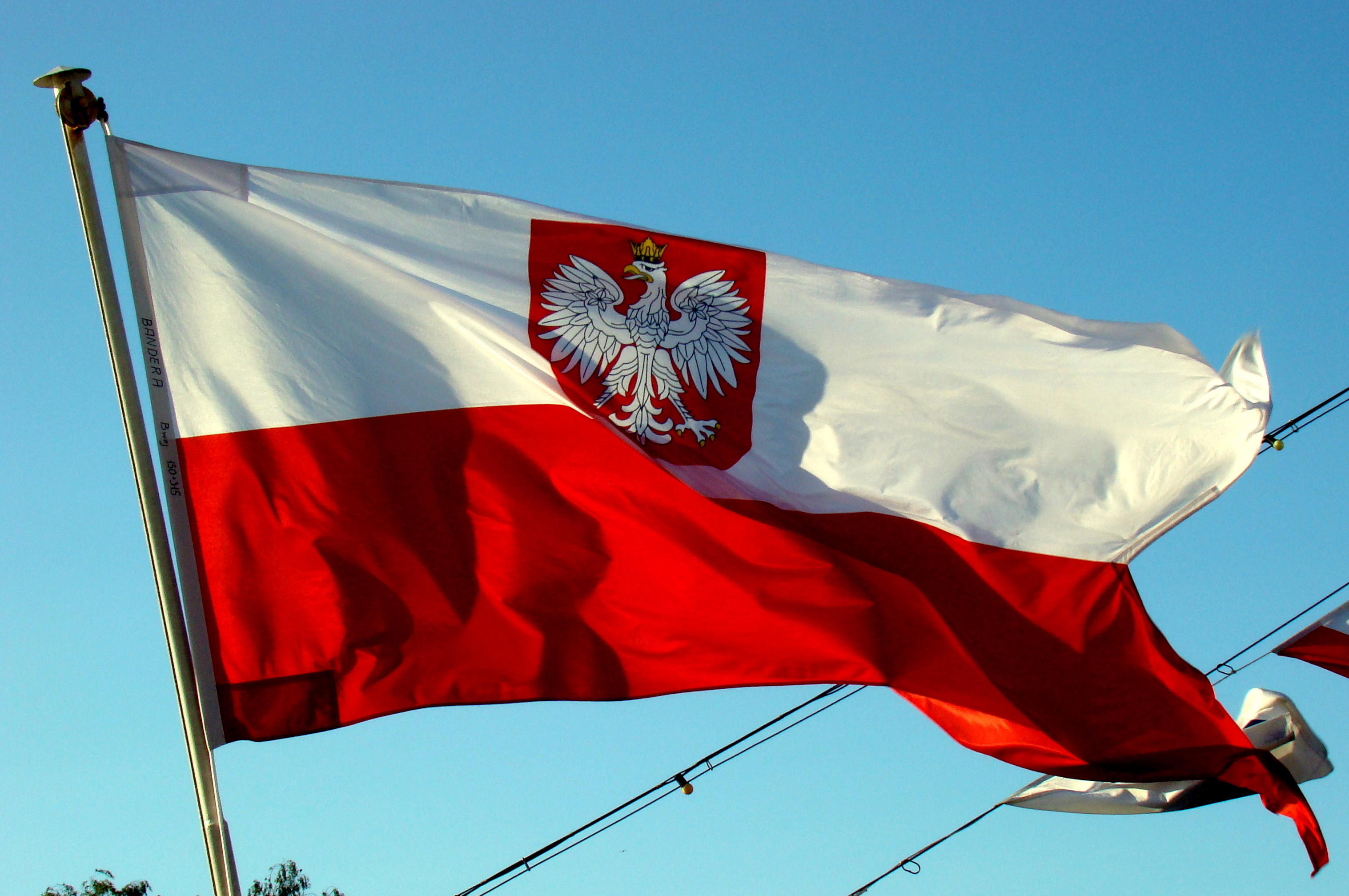
Seekriegsflagge

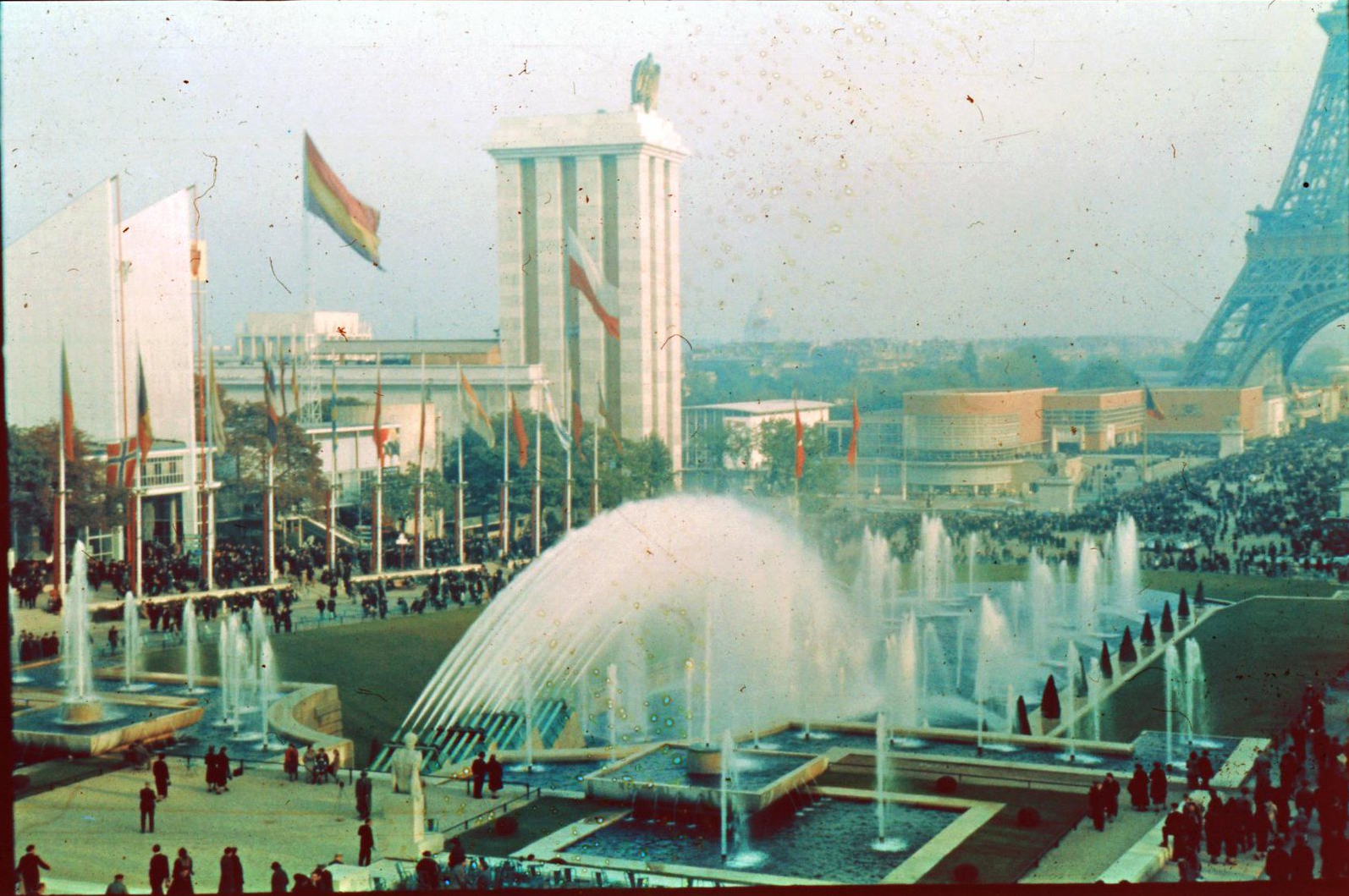
Polnische Flagge auf der Weltausstellung in Paris 1937.

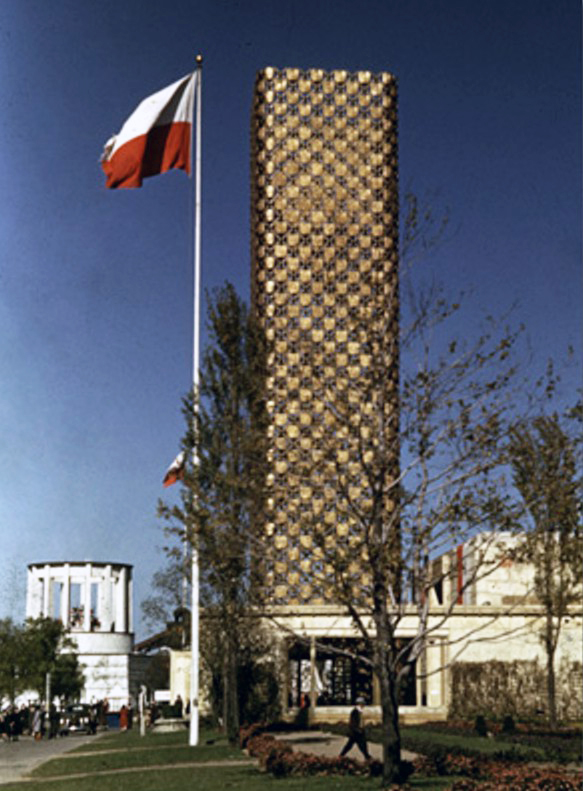
Polnische Flagge vor dem polnischen Pavillon in New York während der Weltausstellung 1939.

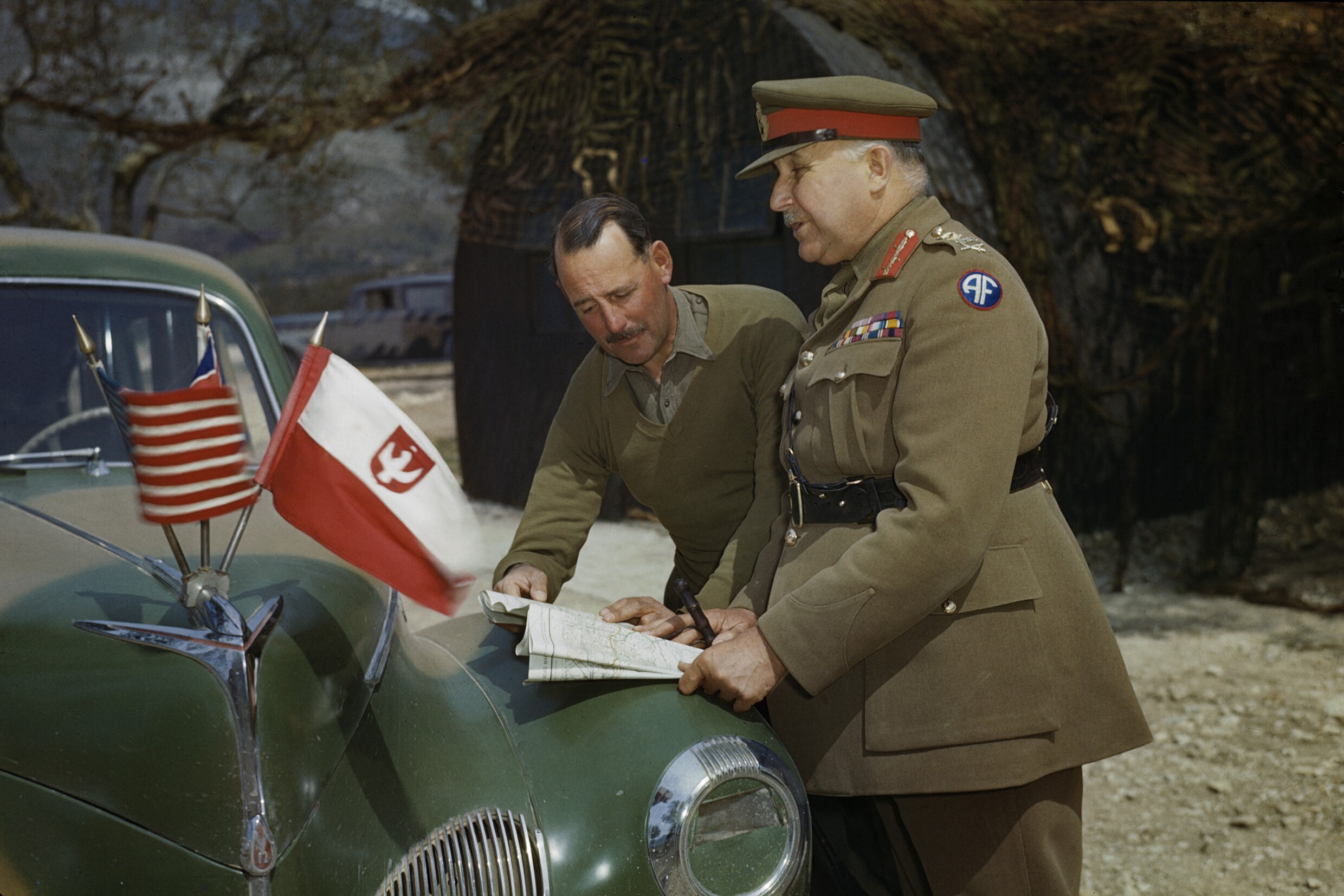
Flagge Polens auf einem Foto von 1944 (Italien)

Die Staatsflagge dient als Handels- und Dienstflagge zur See und wird auch bei den Botschaften Polens und seit 1990 in den Häfen des Landes verwendet. In einer ersten Version existierte sie bereits seit 1919. 1927 wurde der Adler verändert und 1956, mit der Wiedereinführung der nationalen Symbole der Volksrepublik Polen nach dem Zweiten Weltkrieg, die Krone entfernt. Mit Ende der Volksrepublik Polen wurde die Krone wieder in das Staatswappen eingefügt und damit auch in die Staatsflagge der Dritten Polnischen Republik.
Dieselben Veränderungen machte auch die Seekriegsflagge Polens durch, die im Unterschied zur Staatsflagge ein länglicheres Format und einen Schwalbenschwanz hat.

5:8   Staatsflagge 1919 bis 1928
5:8   Staatsflagge 1955 bis 1980
5:8   Staatsflagge 1980 bis 1990
5:8  Heutige Staatsflagge
5:8   Seekriegsflagge 1919 bis 1928
10:21   Seekriegsflagge 1980 bis 1990
10:21  Heutige Seekriegsflagge

Die Gösch der polnischen Marine zeigt den Arm eines Ritters mit einem Schwert auf einem Tatzenkreuz. Hilfsschiffe führen die Seekriegsflagge in der Gösch einer blauen Flagge. Der polnische Grenzschutz benutzt die Staatsflagge mit einem grünen Rahmen.
Einheiten des polnischen Militärs verfügen über eigene Standarten. Sie folgen alle demselben Design: Einem roten Tatzenkreuz auf weißem Grund und zusätzlichen Symbolen.
Die Flagge des Präsidenten zeigt den weißen Adler auf rotem Grund und weißen Ornamenten am Rand.

Gösch der polnischen Marine
Flagge der Hilfsschiffe
Flagge des Grenzschutzes
5:6 Flagge des Präsidenten
Banner der Streitkräfte
Flagge des Generalstabs
Flagge des Heeres

## Subnationale Flaggen Polens

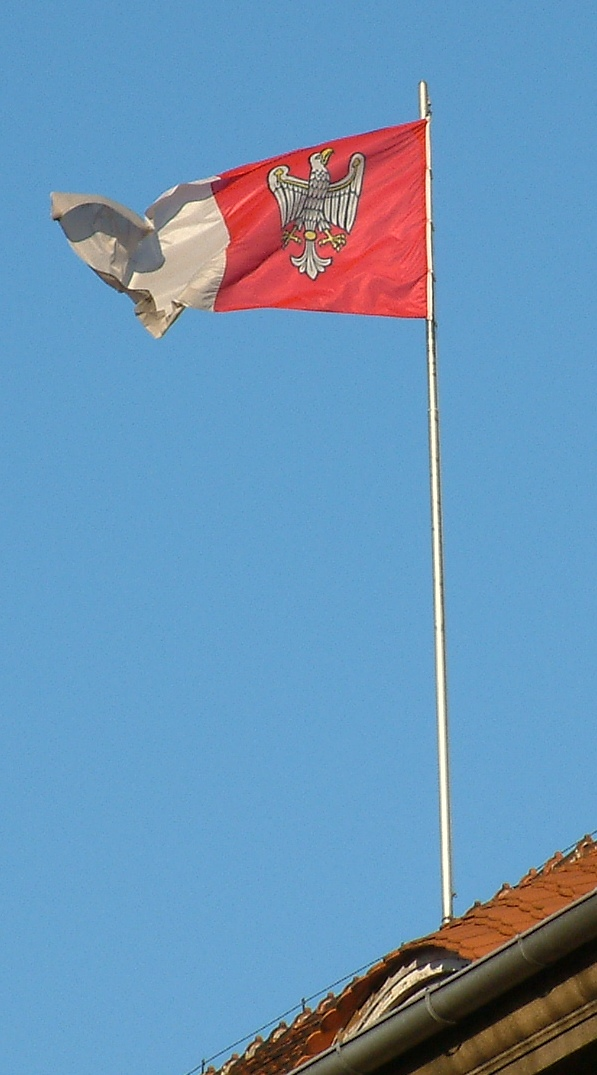
Woiwodschaft Großpolen

Sowohl die 16 Woiwodschaften, als auch die Landkreise und Gemeinden Polens verfügen über eigene Flaggen, die teilweise auf historische Vorbilder zurückgehen. So stammt die rot-weiße Flagge Danzigs noch aus der Zeit der Hanse, während die Woiwodschaft Oppeln Wappen und Flagge von Oberschlesien als Vorbild übernahm. Die Woiwodschaft Großpolen benutzt Wappen und Flagge von König Przemysław II. (1290 bis 1296).

Flagge Danzigs
Woiwodschaft Oppeln
Woiwodschaft Großpolen

## Identische und ähnliche Flaggen
Die gleiche Flagge wird oder wurde benutzt für: Oberösterreich, Tirol, Thüringen und die Grafschaft Berg (seit 1380: Herzogtum Berg) und dessen Hauptstadt Düsseldorf, Lübeck, die Tschechoslowakei und Böhmen.
Die Flagge in umgekehrter Farbkombination (oben Rot, unten Weiß) entspricht u. a. der Flagge Indonesiens bzw. wird oder wurde mit Silber unten benutzt von: dem Großherzogtum Posen, Salzburg, Tarija (in Bolivien), Wien und Monaco.